# Laminitida

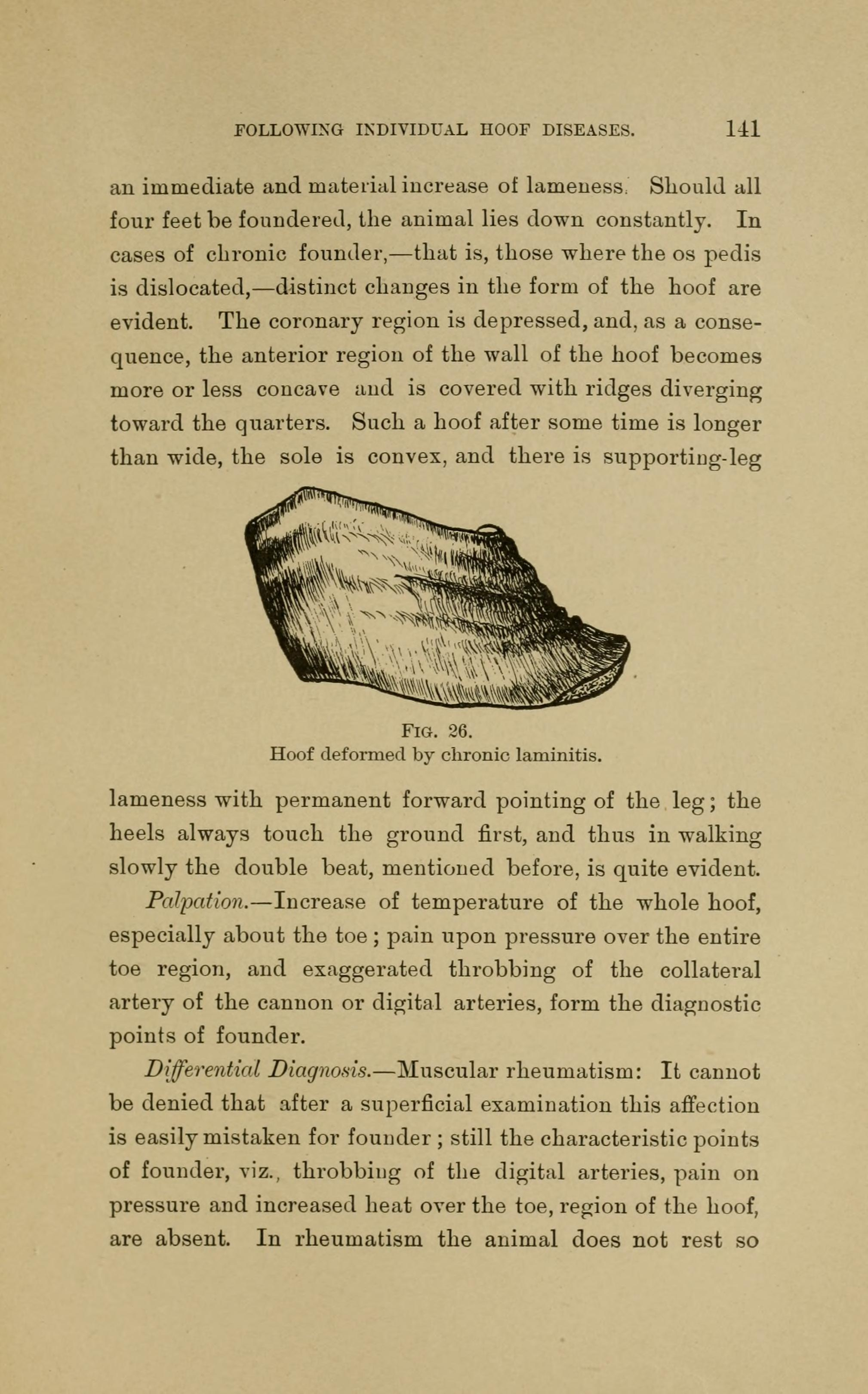
Klinická diagnostika laminitidy u koně.

Laminitida (u koní se označuje jako schvácení kopyt) je akutní nebo chronický zánět stěnové škáry kopyta, respektive zánět škárových lístků (lamel) u koní. V případě sudokopytníků jde o zánět škáry paznehtu. Postihuje především koně a skot. Projevuje se bolestivostí kopyta (paznehtu), kulháním, schváceným postojem až celkovým ulehnutím, horečkou, ve fatálních případech může dojít až k vyzutí rohovinového pouzdra kopyta (paznehtu). Etiopatogeneze je značně složitá, na vzniku onemocnění se podílí řada faktorů. Mezi hlavní etiologické činitele laminitidy patří přetížení koně, změny v krmení (dietetické chyby), hormonální poruchy, sepse atd. Mechanismem při vzniku laminitidy je nedostatečné prokrvení škáry kopyta, otok škáry mezi lamelami a rozvolnění škárových lístků.